# Lijst van voetbalinterlands Israël - Zweden
Deze lijst van voetbalinterlands is een overzicht van alle officiële voetbalwedstrijden tussen de nationale teams van Israël en Zweden. De landen hebben tot op heden twaalf keer tegen elkaar gespeeld. De eerste ontmoeting was een vriendschappelijke wedstrijd in Ramat Gan op 12 november 1962. Het laatste duel, eveneens een vriendschappelijke wedstrijd, vond plaats op 12 maart 1997 in Ramat Gan.

## Wedstrijden
| №  | Plaats    | Datum            | Competitie           | Wedstrijd       | Uitslag |
| -- | --------- | ---------------- | -------------------- | --------------- | ------- |
| 1  | Ramat Gan | 12 november 1962 | Vriendschappelijk    | Israël − Zweden | 0 − 4   |
| 2  | Tel Aviv  | 19 februari 1968 | Vriendschappelijk    | Israël − Zweden | 0 − 3   |
| 3  | Tel Aviv  | 19 februari 1969 | Vriendschappelijk    | Israël − Zweden | 2 − 3   |
| 4  | Stockholm | 25 augustus 1969 | Vriendschappelijk    | Zweden − Israël | 3 − 1   |
| 5  | Toluca    | 7 juni 1970      | WK 1970              | Zweden − Israël | 1 − 1   |
| 6  | Tel Aviv  | 12 maart 1971    | Vriendschappelijk    | Israël − Zweden | 2 − 1   |
| 7  | Solna     | 18 juni 1980     | WK 1982 kwalificatie | Zweden − Israël | 1 − 1   |
| 8  | Ramat Gan | 12 november 1980 | WK 1982 kwalificatie | Israël − Zweden | 0 − 0   |
| 9  | Ramat Gan | 1 mei 1985       | Vriendschappelijk    | Israël − Zweden | 1 − 1   |
| 10 | Ramat Gan | 11 november 1992 | WK 1994 kwalificatie | Israël − Zweden | 1 − 3   |
| 11 | Solna     | 2 juni 1993      | WK 1994 kwalificatie | Zweden − Israël | 5 − 0   |
| 12 | Ramat Gan | 12 maart 1997    | Vriendschappelijk    | Israël − Zweden | 0 − 1   |

## Samenvatting
| Competitie        | Totaal gespeeld | Winst Israël | Gelijk | Winst Zweden | Doelsaldo Israël – Zweden |
| ----------------- | --------------- | ------------ | ------ | ------------ | ------------------------- |
| WK-eindronde      | 1               | 0            | 1      | 0            | 1 − 1                     |
| WK-kwalificatie   | 4               | 0            | 2      | 2            | 2 − 9                     |
| Vriendschappelijk | 7               | 1            | 1      | 5            | 6 − 16                    |
| Totaal            | 12              | 1            | 4      | 7            | 9 − 26                    |

IFA · A-internationals · Kwalificatiewedstrijden · Bondscoaches · Statistieken · Israëlisch vrouwenelftal · Olympisch elftal · Israël U21 · Israël U20 · Israël U19 · Israël U18 · Israël U17 · Israël U16
1934 – 1939 · 
1940 – 1949 · 
1950 – 1959 · 
1960 – 1969 · 
1970 – 1979 · 
1980 – 1989 · 
1990 – 1999 · 
2000 – 2009 · 
2010 – 2019 ·
2020 − 2029
WK 1970
1934 · 
1935–1937 · 
1938 · 
1939 · 
1948 · 
1941–1947 · 
1948 · 
1949 · 
1950 · 
1951–1952 · 
1953 · 
1954 · 
1955 · 
1956 · 
1957 · 
1958 · 
1959 · 
1960 · 
1961 · 
1962 · 
1963 · 
1964 · 
1965 · 
1966 · 
1967 · 
1968 · 
1969 · 
1970 · 
1971 · 
1972 · 
1973 · 
1974 · 
1975 · 
1976 · 
1977 · 
1978 · 
1979 · 
1980 · 
1981 · 
1982 · 
1983 · 
1984 · 
1985 · 
1986 · 
1987 · 
1988 · 
1989 · 
1990 · 
1991 · 
1992 · 
1993 · 
1994 · 
1995 · 
1996 · 
1997 · 
1998 · 
1999 · 
2000 · 
2001 · 
2002 · 
2003 · 
2004 · 
2005 · 
2006 · 
2007 · 
2008 · 
2009 · 
2010 · 
2011 · 
2012 · 
2013 · 
2014 · 
2015 ·
2016 ·
2017 ·
2018 ·
2019 ·
2020 ·
2021 ·
2022 ·
2023
Albanië · 
Andorra ·
Argentinië ·
Armenië ·
Australië ·
Azerbeidzjan ·
België ·
Bosnië en Herzegovina ·
Brazilië ·
Bulgarije ·
Chili ·
Colombia ·
Cyprus ·
Denemarken ·
Duitsland ·
Engeland ·
Estland ·
Ethiopië ·
Faeröer ·
Filipijnen ·
Finland ·
Frankrijk ·
Georgië ·
GOS ·
Griekenland ·
Guatemala ·
Honduras ·
Hongarije ·
Hongkong ·
Ierland ·
IJsland ·
India ·
Iran ·
Italië ·
Ivoorkust ·
Japan ·
Joegoslavië ·
Kosovo ·
Kroatië ·
Letland ·
Liechtenstein ·
Litouwen ·
Luxemburg ·
Maleisië ·
Malta ·
Mexico ·
Moldavië ·
Montenegro ·
Myanmar ·
Nederland ·
Nieuw-Zeeland ·
Noord-Ierland ·
Noord-Macedonië ·
Noorwegen ·
Oekraïne ·
Oezbekistan ·
Oostenrijk ·
Pakistan ·
Polen ·
Portugal ·
Roemenië ·
Rusland ·
San Marino ·
Schotland ·
Servië ·
Singapore ·
Slovenië ·
Slowakije ·
Sovjet-Unie ·
Spanje ·
Taiwan ·
Thailand ·
Tsjechië ·
Turkije ·
Uruguay ·
Verenigde Staten ·
Wales ·
Wit-Rusland ·
Zambia ·
Zuid-Afrika ·
Zuid-Korea ·
Zuid-Vietnam ·
Zweden ·
Zwitserland
SvFF · A-internationals · Selecties · Bondscoaches · Zweeds vrouwenelftal · Olympisch elftal · Zweden U21 · Zweden U20 · Zweden U19 · Zweden U18 · Zweden U17 · Zweden U16 · Vrouwen U17
1908 – 1919 ·
1920 – 1929 ·
1930 – 1939 ·
1940 – 1949 ·
1950 – 1959 ·
1960 – 1969 ·
1970 – 1979 ·
1980 – 1989 ·
1990 – 1999 ·
2000 – 2009 ·
2010 – 2019 ·
2020 − 2029
EK 1960 · 
EK 1964 · 
EK 1968 · 
EK 1972 · 
EK 1976 · 
EK 1980 · 
EK 1984 · 
EK 1988 · 
EK 1992 ·
EK 1996 · 
EK 2000 ·
EK 2004 ·
EK 2008 ·
EK 2012 · 
EK 2016 · 
EK 2020
WK 1930 · 
WK 1934 ·
WK 1938 ·
WK 1950 ·
WK 1954 · 
WK 1958 ·
WK 1962 · 
WK 1966 · 
WK 1970 ·
WK 1974 ·
WK 1978 ·
WK 1982 · 
WK 1986 · 
WK 1990 ·
WK 1994 ·
WK 1998 · 
WK 2002 ·
WK 2006 ·
WK 2010 · 
WK 2014 · 
WK 2018
OS 1908 · 
OS 1912 · 
OS 1920 · 
OS 1924 · 
OS 1928 · 
OS 1932 · 
OS 1936 · 
OS 1948 · 
OS 1952 · 
OS 1956 · 
OS 1964 · 
OS 1968 · 
OS 1972 · 
OS 1976 · 
OS 1980 · 
OS 1984 · 
OS 1988 · 
OS 1992 · 
OS 1996 · 
OS 2000 · 
OS 2004 · 
OS 2008 · 
OS 2012 · 
OS 2016
1908 · 
1909 · 
1910 · 
1911 · 
1912 · 
1913 · 
1914 · 
1915 · 
1916 · 
1917 · 
1918 · 
1919 · 
1920 · 
1921 · 
1922 · 
1923 · 
1924 · 
1925 · 
1926 · 
1927 · 
1928 · 
1929 · 
1930 · 
1931 · 
1932 · 
1933 · 
1934 · 
1935 · 
1936 · 
1937 · 
1938 · 
1939 · 
1940 ·
1941 ·
1942 ·
1943 ·
1944  ·
1945 · 
1946 · 
1947 · 
1948 · 
1949 · 
1950 · 
1952 · 
1952 · 
1953 · 
1954 · 
1955 · 
1956 · 
1957 · 
1958 · 
1959 ·
1960 · 
1961 · 
1962 · 
1963 · 
1964 · 
1965 · 
1966 · 
1967 · 
1968 · 
1969 ·
1970 · 
1971 · 
1972 · 
1973 · 
1974 · 
1975 · 
1976 · 
1977 · 
1978 · 
1979 ·
1980 · 
1981 · 
1982 · 
1983 · 
1984 · 
1985 · 
1986 · 
1987 · 
1988 · 
1989 · 
1990 · 
1991 · 
1992 · 
1993 · 
1994 · 
1995 · 
1996 · 
1997 · 
1998 · 
1999 · 
2000 · 
2001 · 
2002 · 
2003 · 
2004 · 
2005 · 
2006 · 
2007 · 
2008 · 
2009 · 
2010 · 
2011 · 
2012 · 
2013 · 
2014 · 
2015 · 
2016 · 
2017 · 
2018 ·
2019 ·
2020 ·
2021
Albanië ·
Algerije ·
Argentinië ·
Armenië ·
Australië ·
Azerbeidzjan ·
Bahrein ·
Barbados ·
België ·
Bosnië en Herzegovina ·
Botswana ·
Brazilië ·
Bulgarije ·
Chili ·
China ·
Colombia ·
Costa Rica ·
Cuba ·
Cyprus ·
DDR ·
Denemarken ·
Duitsland ·
Ecuador ·
Egypte ·
Engeland ·
Estland ·
Faeröer ·
Finland ·
Frankrijk ·
Georgië ·
Griekenland ·
Hongarije ·
Ierland ·
IJsland ·
Iran ·
Israël ·
Italië ·
Ivoorkust ·
Jamaica ·
Japan ·
Joegoslavië ·
Jordanië ·
Kameroen ·
Kazachstan ·
Kosovo ·
Kroatië ·
Letland ·
Liechtenstein ·
Litouwen ·
Luxemburg ·
Maleisië ·
Malta ·
Mexico ·
Moldavië ·
Montenegro ·
Nederland ·
Nieuw-Zeeland ·
Nigeria ·
Noord-Ierland ·
Noord-Korea ·
Noord-Macedonië ·
Noorwegen ·
Oekraïne ·
Oezbekistan ·
Oman ·
Oostenrijk ·
Paraguay ·
Peru ·
Polen ·
Portugal ·
Qatar ·
Roemenië ·
Rusland ·
San Marino ·
Saoedi-Arabië ·
Schotland ·
Senegal ·
Servië ·
Singapore ·
Slovenië ·
Slowakije ·
Sovjet-Unie ·
Spanje ·
Syrië ·
Thailand ·
Trinidad en Tobago ·
Tsjechië ·
Tsjecho-Slowakije ·
Tunesië ·
Turkije ·
Uruguay ·
Venezuela ·
Verenigde Arabische Emiraten ·
Verenigde Staten ·
Verenigd Koninkrijk ·
Wales ·
Wit-Rusland ·
Zuid-Afrika ·
Zuid-Korea ·
Zwitserland
Brazilië (1958) ·
Duitsland (2006) ·
Duitsland (2018) ·
Engeland (2006) ·
Engeland (2012) ·
Engeland (2018) ·
Frankrijk (2012) ·
Griekenland (2008) ·
Ierland (2016) ·
Italië (2016) ·
Mexico (2018) ·
Oekraïne (2012) ·
Oekraïne (2021) ·
Paraguay (2006) ·
Polen (2021) ·
Rusland (2008) ·
Slowakije (2021) ·
Spanje (2008) ·
Spanje (2021) ·
Trinidad en Tobago (2006) ·
Zuid-Korea (2018) ·
Zwitserland (2018)